# La Victoire sur mer
La Victoire sur mer (en anglais The Victory at Sea) est un livre de William Sims, écrit en collaboration avec Burton J. Hendrick publié en 1920. Il a remporté en 1921 le prix Pulitzer d'histoire. L'ouvrage traite de l’expérience militaire de son auteur principal, commandant dans la marine américaine pendant la Première Guerre mondiale.

## Éditions
- William Sims et Burton J. Hendrick, The Victory at Sea, Naval Institute Press, 1920.